# Ramu Ueda
Ramu Ueda (japanisch 上田 らむ Ueda Ramu; * 18. März 1998) ist eine japanische Tennisspielerin.

## Karriere
Ueda spielt vor allem auf Turnieren der ITF Women’s World Tennis Tour, bei denen sie bislang je einen Titel im Einzel und Doppel gewonnen hat.

## Turniersiege

### Einzel
| Nr. | Datum         | Turnier    | Kategorie | Belag     | Finalgegnerin   | Ergebnis       |
| --- | ------------- | ---------- | --------- | --------- | --------------- | -------------- |
| 1.  | 26. Juni 2022 | Chiang Rai | ITF W15   | Hartplatz | Thasaporn Naklo | 2:6, 6:2, 7:63 |

### Doppel
| Nr. | Datum          | Turnier | Kategorie | Belag     | Partnerin   | Finalgegnerinnen        | Ergebnis |
| --- | -------------- | ------- | --------- | --------- | ----------- | ----------------------- | -------- |
| 1.  | 3. August 2019 | Taipeh  | ITF W25   | Hartplatz | Riya Bhatia | Cho I-hsuan Cho Yi-tsen | 7:5, 6:2 |